# Huang Shan

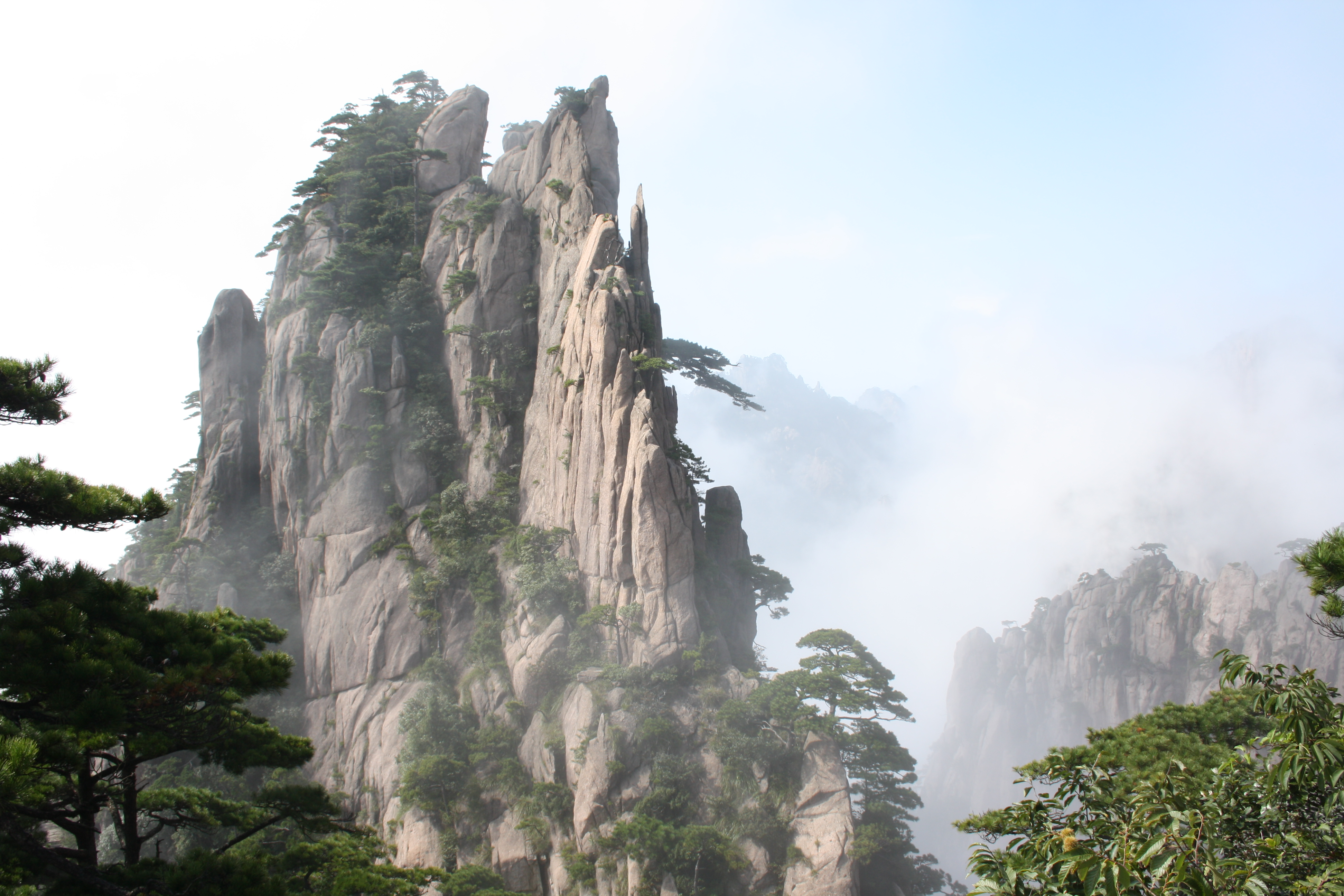
Les muntanyes Huang Shan

Les muntanyes Huang o Huangshan (xinès: 黄山; Pinyin: Huángshān) (literalment, 'muntanyes grogues') són una cadena de muntanyes situades al sud de la província xinesa d'Anhui. Des de l'any 1990 és considerada Patrimoni de la Humanitat per la Unesco. La zona és coneguda per la bellesa dels seus pics de granit, pels seus boscos de coníferes i per la vista que ofereixen els núvols a la part alta. Les muntanyes han servit de model a nombrosos pintors.
La serralada inclou nombrosos pics, 77 dels quals superen els 1.000 metres d'altitud. El més alt és el pic del Lotus (Lian Hua Feng) de 1.864 metres, seguit del pic de la Cimera Brillant (Guang Ming Ding) de 1.840 metres i del pic Celestial (Tian Du Feng) de 1.829 metres. La zona considerada Patrimoni de la Humanitat ocupa una àrea total de 154 km².

## Descripció física
Algunes característiques físiques per les quals es coneix el mont Huang són les albades, els pins, "pics de granit amb formes estranyes" i vistes dels núvols tocant els vessants de la muntanya en més de 200 dies a l'any.
La serralada comprèn diversos pics, alguns de més de 1.000 metres d'altitud. Els tres pics més alts i coneguts són el pic Lotus (Lian Hua Feng, 1.864 m), el pic del Cim Brillant (Guang Mind Ding, 1.840 m), i el pic Celestial (Tian Du Feng, literalment 'Cap del Cim del Cel', 1.829 m). L'àrea de Patrimoni de la Humanitat cobreix 154 quilòmetres quadrats. Les muntanyes van ser formades en el Mesozoic, fa uns 100 milions d'anys, quan un antic mar va desaparèixer a causa d'una elevació. Més tard, en el període Quaternari, el paisatge canvià per la influència de glaciars.

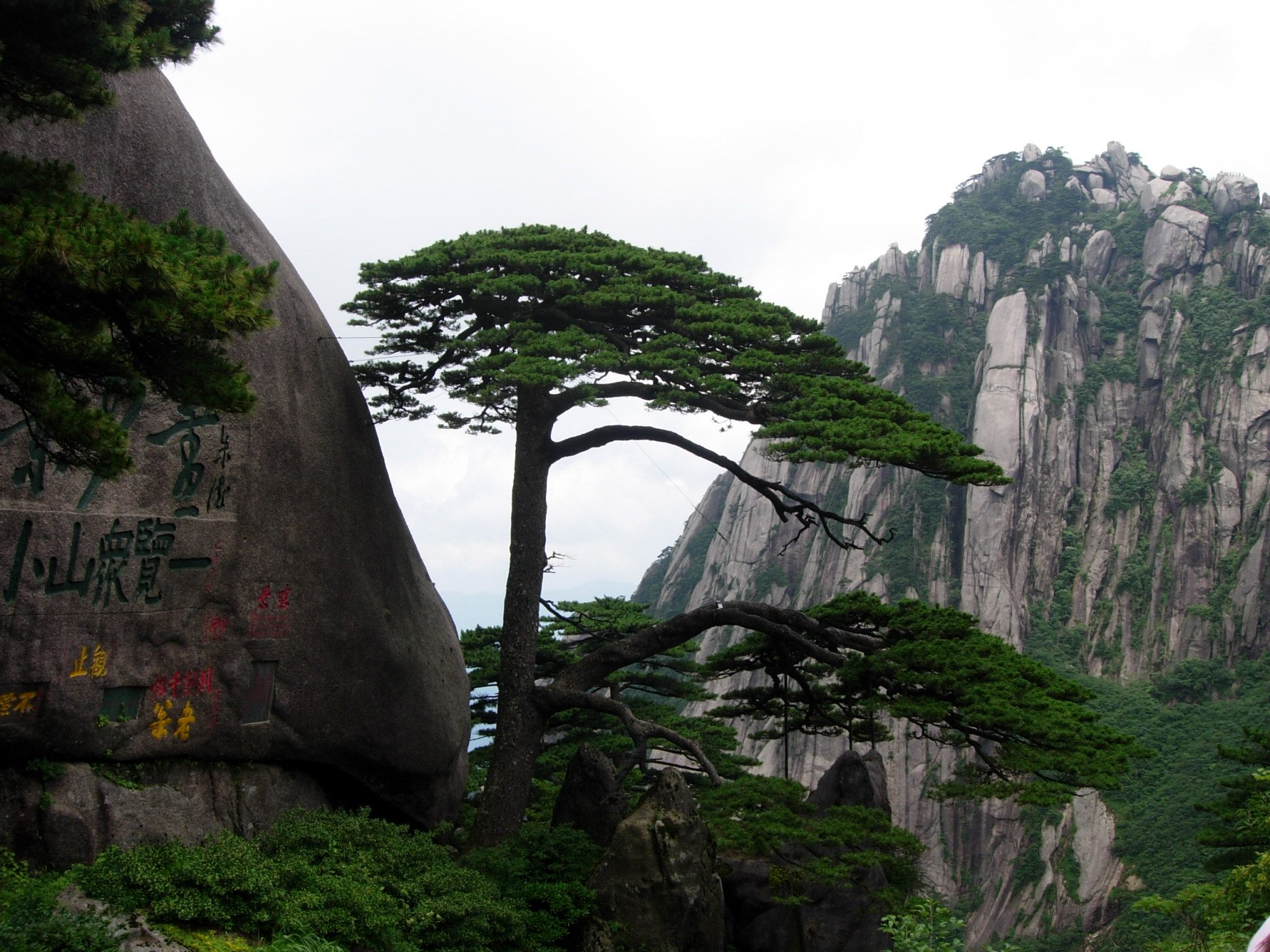
El conegut pi Ying Ke, o pi de la Benvinguda

La vegetació de la zona varia amb l'altitud: per sota dels 1.000 metres, s'hi troben boscos humits; el bosc caducifoli s'estén des dels 1.100 metres fins a la línia arbrada a 1.800 metres; per sobre d'aquest punt, la vegetació consisteix en herba alpina. L'àrea té una flora diversa, en què es troben representades una tercera part de les famílies bryophyta i més de la meitat de les famílies de falgueres de la Xina. El pi Huangshan (Pinus hwangshanensis) deu el seu nom a aquesta muntanya i és vist com un exemple de vigor perquè l'arbre no arrela en la terra, sinó a les roques.
Molts dels pins de l'àrea tenen més de cent anys i tenen nom propi (com el pi Ying Ke, o pi de la Benvinguda, que es creu que té 1.500 anys). Els pins varien en una gran diversitat de formes i mides, i són considerats més atractius els més torts. A més, el clima humit del mont facilita el creixement de fulles de te, i la muntanya ha estat considerada "una de les muntanyes principals de la Xina on creix te". El Mao feng cha, una varietat local ben coneguda de te verd, deu el seu nom a la punta suau de les fulles de te que es troben a l'àrea del mont Huang.

Els punts més alt d'aquestes muntanyes sovint ofereixen vistes dels núvols des de sobre d'aquests, coneguts com el mar de Núvols (en xinès: 云, yúnhǎi) o mar Huangshan per la ressemblança dels núvols a un oceà, i es coneixen algunes vistes amb noms com mar del Nord o mar del Sud. Un autor feu referència una vegada als núvols de Huangshan de la manera següent:
| « | Per gaudir de la magnificència de la muntanya, normalment has de mirar amunt. Per gaudir del mont Huangshan, has de mirar avall. | » |

També s'hi poden apreciar notables efectes de llum, com les albades de renom; observar l'albada és considerat quelcom "obligatori" de la visita de l'àrea. Un fenomen conegut com la Llum de Buda (en xinès: 佛光, fóguāng) és també molt conegut: aquest fenomen té lloc dos cops al mes, de mitjana. A més, el mont Huang té diversos indrets d'aigües termals, molts dels quals es troben al peu del pic del Núvol Porpra. L'aigua roman a 42 °C tot l'any i té una alta concentració de carbonats; es diu que ajuda a prevenir malalties de la pell i dels nervis.

## Història
El mont Huang fou format fa aproximadament 100 milions d'anys i va adquirir la seva peculiar formació de roques en la glaciació quaternària.
Durant la dinastia Qin, el mont fou conegut com a Yishan (mont Yi). L'any 747 dC, se li va canviar el nom per Huangshan per un decret imperial; es creu que el nom fou encunyat en honor de l'emperador Huang Di (l'emperador Groc), un emperador xinès llegendari i l'avantpassat mitològic de l'ètnia Han; hi ha una llegenda que diu que el mont Huang havia estat el lloc des d'on l'emperador Groc havia ascendit al cel. Una altra llegenda diu que l'emperador Groc cultivà el caràcter moral i la seva immortalitat en aquestes muntanyes, i fent això donà a les muntanyes el seu nom. El primer ús del nom mont Huang s'atribueix sovint al poeta xinès Li Bai. El mont Huang restà inaccessible i poc conegut en èpoques antigues, però el canvi de nom l'any 747 dC sembla que comportà un augment de l'interès en la zona; des de llavors, ha estat visitat amb freqüència i s'hi han construït diversos temples.
Mont Huang és conegut per les seves escales de pedra, tallades en un costat de la muntanya; hi ha més de 60.000 esglaons al llarg de l'àrea. Es desconeix la data en què es van tallar els esglaons, però es diu que tenen més de 1.500 anys d'antiguitat.
Al llarg dels anys, s'ha donat nom a diversos miradors i indrets determinats de la muntanya; molts dels noms tenen un rerefons narratiu. Per exemple, una llegenda narra la història d'un home que no creia en les històries de la bellesa del mont Huang i decidí anar-hi per ell mateix; i fou convençut immediatament. Un dels cims que se suposa que visità fou anomenat Shixin (视信), que vindria a significar 'creure després de veure'.
L'any 1982, el mont Huang fou declarat un "indret de bellesa escènica i interès històric" pel Consell d'Estat de la República Popular de la Xina. Fou declarat Patrimoni de la Humanitat l'any 1990 per la UNESCO pels seus paisatges i el seu rol com a hàbitat per espècies rares i amenaçades.
L'any 2002, el mont Huang fou anomenat muntanya germana de la muntanya Jungfrau, als Alps suïssos.

## Galeria d'imatges
|  |